# Rezki Maghrici
Rezki Maghrici est un footballeur international algérien né le 5 août 1953 à Draâ Ben Khedda dans la wilaya de Tizi Ouzou et mort le 25 novembre 2020 à Tizi Ouzou. Il évoluait au poste d'arrière gauche.

## Biographie

### En club
Rezki Maghrici évolue en première division algérienne avec son club formateur, la JS Kabylie. Il remporte de nombreux titres nationaux et internationaux avec la JSK.

### En équipe nationale
Rezki Maghrici reçoit une seule sélection avec l'équipe d'Algérie, le 24 juin 1979.

## Palmarès
JS Kabylie
| - Championnat d'Algérie (6) : - Champion : 1973-74, 1976-77, 1979-80, 1981-82, 1982-83 et 1984-85. - Coupe d'Algérie (1) : - Vainqueur : 1976-77. - Finaliste : 1978-79. - Supercoupe d'Algérie (1) : - Vainqueur : 1973. |  | - Ligue des champions de la CAF (1) : - Vainqueur : 1981. - Supercoupe d'Afrique (1) : - Vainqueur : 1982. - Coupe du Maghreb des clubs champions : - Finaliste : 1973-74. |